# Victòria (santa cordovesa)
Victòria (? - Còrdova, 17 de novembre de 303), junt al seu germà Sant Aciscle, van ser dos cristians cordovesos que per les seves creences els apressaren i martiritzaren, en temps de l'emperador Dioclecià.
Santa Victòria no apareix associada a Sant Aciscle ni com a màrtir hispana fins al segle viii en un document poc fiable, i en Còrdova només és reconeguda al segle xi.
Canonitzada per l'església catòlica, la seva festivitat se celebra el 17 de novembre.
Sant Aciscle i Santa Victòria són el patrons de la ciutat de Còrdova. La seva influència es troba en esglésies on la litúrgia visigoda es mantingué fins als segles X a XII, com l'església de Sant Iscle i Santa Victòria de Surp, entre d'altres, en Catalunya; l'església de San Acisclo y Santa Victoria en Arroyuelos, Cantàbria; l'església de San Acisclo y Santa Victoria en Lanciego, Àlaba; o l'església de Sant Iscle i Santa Victòria de Sureda, al Rosselló.

## Iconografia
Se la representa junt amb el seu germà Iscle. Ell acostuma a anar vestit amb una única curta, la pròpia dels joves romans, mentre que ella porta una túnica llarga fins als talons. En l'art de l'Edat Mitjana i de l'època moderna porten indumentària pròpia d'aquestes èpoques. Com a atributs porten la palma del martiri (tots dos), una espasa (ell) i unes fletxes (ella)
Obresː
- Retaule de Sant Iscle i Santa Victòria de la Torre. Segle XIV
- Sant Iscle i Santa Victòria, de Francesc Espinosa i Pere Mates. Taula procedent de l'església de Millars. Segle XVI (Museu d'Art de Girona)

## Refèrències
1. ↑  Leonardi, Claudio; Ricardi, Andrea; Zarri, G. Diccionario de los santos. Madrid: San Pablo, 2000. p. 55. ISBN 84-285-2258-8